# Jean-François Lessard
Pour les articles homonymes, voir Lessard.
Jean-François Lessard est un musicien québécois.

## Biographie
Né à Sorel (Québec) en 1978, Jean-François Lessard fait partie de la relève musicale québécoise. De 1998 à 2003, il voyage dans le monde et c'est à cette époque qu'il produit, en France, son premier disque, Art-la-loi (2002). De retour au Québec, il continue la musique tout en militant pour l'Union des forces progressistes  pour lequel il sera candidat dans la circonscription de Verchères en 2005.
Il fait actuellement partie d'un collectif de chanson occitane et italienne, Les Tarentules d'Ocbec, ainsi que d'un groupe de chansons anglaises des années soixante, Les Blow Ups. Son  album, Utopia est sorti au printemps 2007.
Il sort un nouvel album en 2010.

## Référence externe
- Site officiel de Jean-François Lessard
- quebecpolitique.com